# Yūrd-e Khalaf
Yūrd-e Khalaf (persiska: يورد خلف) är en ort i Iran.   Den ligger i provinsen Hormozgan, i den södra delen av landet, 1 000 km söder om huvudstaden Teheran. Yūrd-e Khalaf ligger 61 meter över havet och antalet invånare är 694.
Terrängen runt Yūrd-e Khalaf är varierad. Runt Yūrd-e Khalaf är det glesbefolkat, med 11 invånare per kvadratkilometer. Närmaste större samhälle är Gāvbandī, 3,0 km norr om Yūrd-e Khalaf. Trakten runt Yūrd-e Khalaf är ofruktbar med lite eller ingen växtlighet.